# 대한민국 민법 제226조
대한민국 민법 제226조는 여수소통권에 대한 민법 물권법 조문이다.

## 조문
제226조(여수소통권) ① 고지소유자는 침수지를 건조하기 위하여 또는 가용이나 농, 공업용의 여수를 소통하기 위하여 공로, 공류 또는 하수도에 달하기까지 저지에 물을 통과하게 할 수 있다.
②전항의 경우에는 저지의 손해가 가장 적은 장소와 방법을 선택하여야 하며 손해를 보상하여야 한다.

第226條(餘水疏通權) ① 高地所有者는 浸水地를 乾燥하기 爲하여 또는 家用이나 農, 工業用의 餘水를 疏通하기 爲하여 公路, 公流 또는 下水道에 達하기까지 低地에 물을 通過하게 할 수 있다.
② 前項의 境遇에는 低地의 損害가 가장 적은 場所와 方法을 選擇하여야 하며 損害를 補償하여야 한다.